# Kandalakša
Kandalakša (rusky: Кандала́кша, finsky Kantalahti, karelsky: Kannanlakši) je město v Rusku, v Murmanské oblasti. Nachází se na břehu Kandalakšského zálivu, který je výběžkem Bílého moře. Města se nachází přibližně 68 km za Severním polárním kruhem. V roce 2005 zde žilo asi 39 200 obyvatel.

## Historie

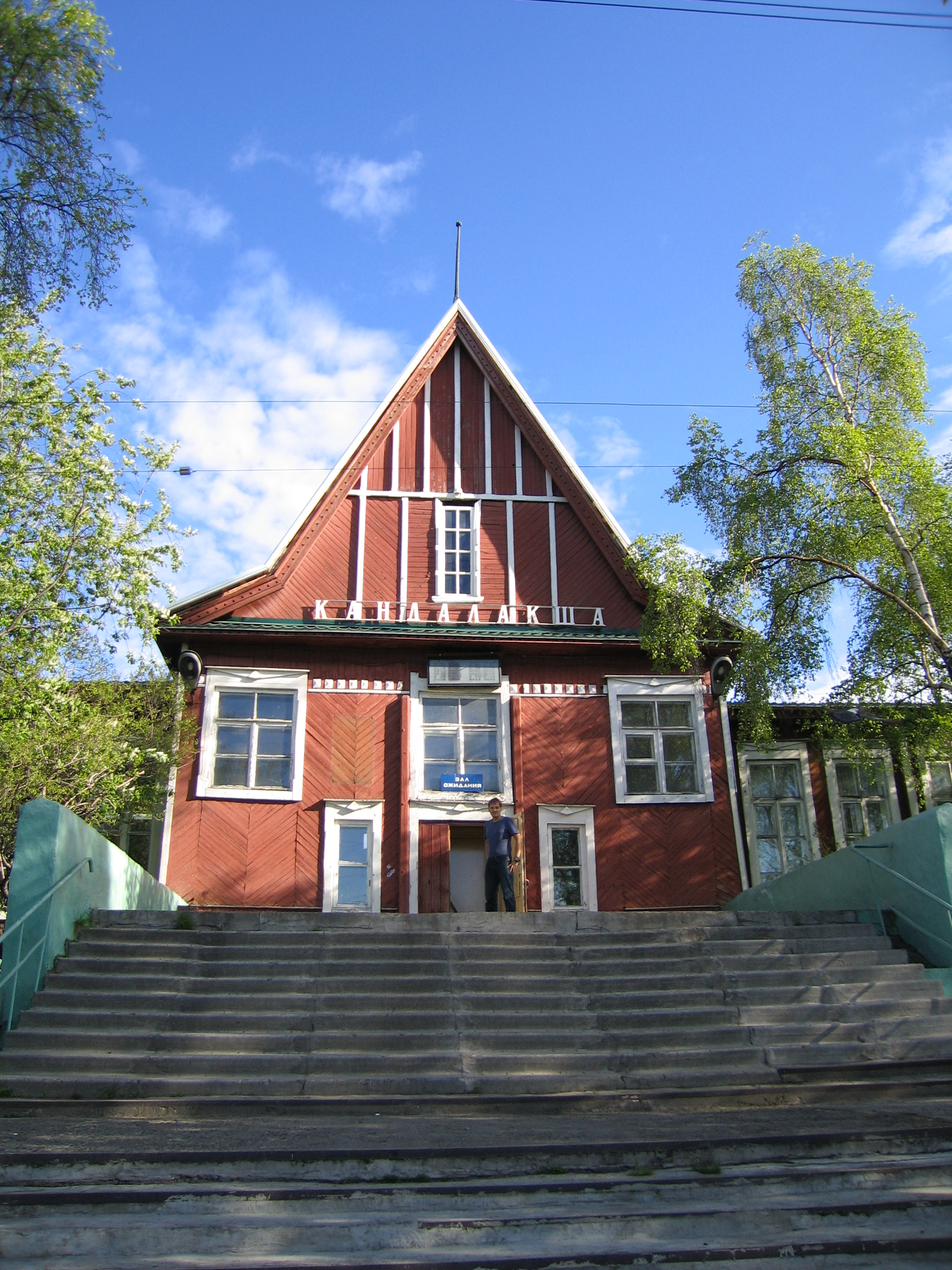
Železniční stanice v Kandalakši

Osada v místě dnešního města je doložena už v 11. století. Ve 13. století se stala spolu s jižní částí poloostrova Kola součástí Novgorodské republiky, roku 1478 byla připojena k Moskevské Rusi.
Začátkem 19. století byla Kandalakša výchozí stanicí poštovské cesty, dlouhé 224 km, která končila na severním pobřeží poloostrova Kola. Roku 1915 zde byl vybudován přístav a roku 1918 byla Kandalakša napojena na železniční síť prostřednictvím trati spojující Petrohrad s Murmanskem.
Od roku 1995 je v provozu ropný přístav Vitino, nacházející se několik km jižně od Kandalakši, nedaleko železniční stanice Beloje More.